# دوبروجا

دوبروجا (سبز پررنگ) مابین رومانی و بلغارستان (سبز کم‌رنگ) در اروپای شرقی

دوبروجا (بلغاری: Добруджа, ترجمه: Dobrudzha یا Dobrudža; رومانیایی: Dobrogea تلفظ [ˈdobrod͡ʒe̯a] () یا [doˈbrod͡ʒe̯a]; ترکی استانبولی: Dobruca) یک منطقه تاریخی بوده‌است.
این منطقه در قرن ۱۹ میلادی بین کشورهای رومانی و بلغارستان تقسیم شده‌است، دوبروجا که در کنار دریای سیاه قرار داشته و رود دانوب از میان آن می‌گذرد بخش شمالی رود متعلق به رومانی و بخش جنوبی آن متعلق به بلغارستان می‌باشد.
بخش رومانیایی دوبروجا شامل شهرستان کنستانتسا و شهرستان تولچا و ۱۵٬۵۰۰ کیلومتر مربع مساحت و جمعیتی کمتر از ۹۰۰ هزار نفر می‌باشد.
بخش بلغارستانی دوبروجا شامل استان دوبریچ و استان سیلیسترا و ۷٬۵۶۵ کیلومتر مربع مساحت و جمعیتی در حدود ۳۱۰٬۰۰۰ نفر است.

## تاریخ جمعیت‌شناسی

### دوبروجا شمالی
| قومیت                     | 1878           | 1880         | 1899          | 1913            | 19301           | 1956            | 1966            | 1977            | 1992            | 2002            | 2011            |
| ------------------------- | -------------- | ------------ | ------------- | --------------- | --------------- | --------------- | --------------- | --------------- | --------------- | --------------- | --------------- |
| تمام                      | ۲۲۵٬۶۹۲        | ۱۳۹٬۶۷۱      | ۲۵۸٬۲۴۲       | ۳۸۰٬۴۳۰         | ۴۳۷٬۱۳۱         | ۵۹۳٬۶۵۹         | ۷۰۲٬۴۶۱         | ۸۶۳٬۳۴۸         | ۱٬۰۱۹٬۷۶۶       | ۹۷۱٬۶۴۳         | ۸۹۷٬۱۶۵         |
| رومانیایی                 | ۴۶٬۵۰۴ (۲۱٪)   | ۴۳٬۶۷۱ (۳۱٪) | ۱۱۸٬۹۱۹ (۴۶٪) | ۲۱۶٬۴۲۵ (۵۶٫۸٪) | ۲۸۲٬۸۴۴ (۶۴٫۷٪) | ۵۱۴٬۳۳۱ (۸۶٫۶٪) | ۶۲۲٬۹۹۶ (۸۸٫۷٪) | ۷۸۴٬۹۳۴ (۹۰٫۹٪) | ۹۲۶٬۶۰۸ (۹۰٫۸٪) | ۸۸۳٬۶۲۰ (۹۰٫۹٪) | ۷۵۱٬۲۵۰ (۸۳٫۷٪) |
| بلغار                     | ۳۰٬۱۷۷ (۱۳٫۳٪) | ۲۴٬۹۱۵ (۱۷٪) | ۳۸٬۴۳۹ (۱۴٪)  | ۵۱٬۱۴۹ (۱۳٫۴٪)  | ۴۲٬۰۷۰ (۹٫۶٪)   | ۷۴۹ (۰٫۱۳٪)     | ۵۲۴ (۰٫۰۷٪)     | ۴۱۵ (۰٫۰۵٪)     | ۳۱۱ (۰٫۰۳٪)     | ۱۳۵ (۰٫۰۱٪)     | ۵۸ (۰٫۰۱٪)      |
| ترک                       | ۴۸٬۷۸۳ (۲۱٫۶٪) | ۱۸٬۶۲۴ (۱۳٪) | ۱۲٬۱۴۶ (۴٪)   | ۲۰٬۰۹۲ (۵٫۳٪)   | ۲۱٬۷۴۸ (۵٪)     | ۱۱٬۹۹۴ (۲٪)     | ۱۶٬۲۰۹ (۲٫۳٪)   | ۲۱٬۶۶۶ (۲٫۵٪)   | ۲۷٬۶۸۵ (۲٫۷٪)   | ۲۷٬۵۸۰ (۲٫۸٪)   | ۲۲٬۵۰۰ (۲٫۵٪)   |
| تاتار                     | ۷۱٬۱۴۶ (۳۱٫۵٪) | ۲۹٬۴۷۶ (۲۱٪) | ۲۸٬۶۷۰ (۱۱٪)  | ۲۱٬۳۵۰ (۵٫۶٪)   | ۱۵٬۵۴۶ (۳٫۶٪)   | ۲۰٬۲۳۹ (۳٫۴٪)   | ۲۱٬۹۳۹ (۳٫۱٪)   | ۲۲٬۸۷۵ (۲٫۶۵٪)  | ۲۴٬۱۸۵ (۲٫۴٪)   | ۲۳٬۴۰۹ (۲٫۴٪)   | ۱۹٬۷۲۰ (۲٫۲٪)   |
| روس-لیپووان               | ۱۲٬۷۴۸ (۵٫۶٪)  | ۸٬۲۵۰ (۶٪)   | ۱۲٬۸۰۱ (۵٪)   | ۳۵٬۸۵۹ (۹٫۴٪)   | 26,210 (6%)2    | ۲۹٬۹۴۴ (۵٪)     | ۳۰٬۵۰۹ (۴٫۳۵٪)  | ۲۴٬۰۹۸ (۲٫۸٪)   | ۲۶٬۱۵۴ (۲٫۶٪)   | ۲۱٬۶۲۳ (۲٫۲٪)   | ۱۳٬۹۱۰ (۱٫۶٪)   |
| روثنیا (اوکراینی از ۱۹۵۶) |                | ۴۵۵ (۰٫۳٪)   | ۱۳٬۶۸۰ (۵٪)   | ۳۵٬۸۵۹ (۹٫۴٪)   | ۳۳ (۰٫۰۱٪)      | ۷٬۰۲۵ (۱٫۱۸٪)   | ۵٬۱۵۴ (۰٫۷۳٪)   | ۲٬۶۳۹ (۰٫۳٪)    | ۴٬۱۰۱ (۰٫۴٪)    | ۱٬۴۶۵ (۰٫۱٪)    | ۱٬۱۷۷ (۰٫۱٪)    |
| آلمانی‌های دوبروجا         | ۱٬۱۳۴ (۰٬۵٪)   | ۲٬۴۶۱ (۱٫۷٪) | ۸٬۵۶۶ (۳٪)    | ۷٬۶۹۷ (۲٪)      | ۱۲٬۰۲۳ (۲٫۷۵٪)  | ۷۳۵ (۰٫۱۲٪)     | ۵۹۹ (۰٫۰۹٪)     | ۶۴۸ (۰٫۰۸٪)     | ۶۷۷ (۰٫۰۷٪)     | ۳۹۸ (۰٫۰۴٪)     | ۱۶۶ (۰٫۰۲٪)     |
| یونانی                    | ۳٬۴۸۰ (۱٫۶٪)   | ۴٬۰۱۵ (۲٫۸٪) | ۸٬۴۴۵ (۳٪)    | ۹٬۹۹۹ (۲٫۶٪)    | ۷٬۷۴۳ (۱٫۸٪)    | ۱٬۳۹۹ (۰٫۲۴٪)   | ۹۰۸ (۰٫۱۳٪)     | ۶۳۵ (۰٫۰۷٪)     | ۱٬۲۳۰ (۰٫۱۲٪)   | ۲٬۲۷۰ (۰٫۲۳٪)   | ۱٬۴۴۷ (۰٫۱۶٪)   |
| رومی                      |                | ۷۰۲ (۰٫۵٪)   | ۲٬۲۵۲ (۰٫۸۷٪) | ۳٬۲۶۳ (۰٫۹٪)    | ۳٬۸۳۱ (۰٫۸۸٪)   | ۱٬۱۷۶ (۰٫۲٪)    | ۳۷۸ (۰٫۰۵٪)     | ۲٬۵۶۵ (۰٫۳٪)    | ۵٬۹۸۳ (۰٫۵۹٪)   | ۸٬۲۹۵ (۰٫۸۵٪)   | ۱۱٬۹۷۷ (۱٫۳٪)   |

1According to the 1926–1938 Romanian administrative division (counties of شهرستان کنستانتسا and شهرستان تولچا), which excluded a part of today's Romania (chiefly the communes of Ostrov and Lipnița, now part of شهرستان کنستانتسا) and included a part of today's Bulgaria (parts of شهرستان جنرال توشوو and شهرستان کروشاری municipalities)
2Only Russians. (Russians and Lipovans counted separately)

### دوبروجا جنوبی
| قومیت     | ۱۹۱۰            | 19301           | 2001            | 2011            |
| --------- | --------------- | --------------- | --------------- | --------------- |
| تمام      | ۲۸۲٬۰۰۷         | ۳۷۸٬۳۴۴         | ۳۵۷٬۲۱۷         | 283,3953        |
| بلغار     | ۱۳۴٬۳۵۵ (۴۷٫۶٪) | ۱۴۳٬۲۰۹ (۳۷٫۹٪) | ۲۴۸٬۳۸۲ (۶۹٫۵٪) | ۱۹۲٬۶۹۸ (۶۸٪)   |
| ترک       | ۱۰۶٬۵۶۸ (۳۷٫۸٪) | ۱۲۹٬۰۲۵ (۳۴٫۱٪) | ۷۶٬۹۹۲ (۲۱٫۶٪)  | ۷۲٬۹۶۳ (۲۵٫۷۵٪) |
| رومی      | ۱۲٬۱۹۲ (۴٫۳٪)   | ۷٬۶۱۵ (۲٪)      | ۲۵٬۱۲۷ (۷٪)     | ۱۲٬۱۶۳ (۴٫۲۹٪)  |
| تاتار     | ۱۱٬۷۱۸ (۴٫۲٪)   | ۶٬۵۴۶ (۱٫۷٪)    | ۴٬۵۱۵ (۱٫۳٪)    | ۸۰۸ (۰٫۲۹٪)     |
| رومانیایی | 6,348 (2.3%)2   | ۷۷٬۷۲۸ (۲۰٫۵٪)  | 591 (0.2%)2     | ۹۴۷ (۰٫۳۳٪)     |

1According to the 1926–1938 Romanian administrative division (counties of Durostor و Caliacra), which included a part of today's Romania (chiefly the communes of Ostrov and Lipnița, now part of شهرستان کنستانتسا) and excluded a part of today's Bulgaria (parts of شهرستان جنرال توشوو and شهرستان کروشاری municipalities)
2Including persons counted as ولاک in Bulgarian Census
3Only includes persons who answered the optional question on ethnic identity. The total population was 309,151.

## جمعیت و شهرها
| قومیت     | دوبروجا   | دوبروجا | دوبروجا رومانی | دوبروجا رومانی | دوبروجا بلغارستان | دوبروجا بلغارستان |
| قومیت     | جمعیت     | درصد    | جمعیت          | درصد           | جمعیت             | درصد              |
| --------- | --------- | ------- | -------------- | -------------- | ----------------- | ----------------- |
| تمام      | ۱٬۱۸۰٬۵۶۰ | ۱۰۰٫۰۰٪ | ۸۹۷٬۱۶۵        | ۱۰۰٫۰۰٪        | ۲۸۳٬۳۹۵           | ۱۰۰٫۰۰٪           |
| رومانیایی | ۷۵۲٬۱۹۷   | ۶۳٫۷۲٪  | ۷۵۱٬۲۵۰        | ۸۳٫۷۴٪         | ۹۴۷               | ۰٫۳۳٪             |
| بلغار     | ۱۹۲٬۷۵۶   | ۱۶٫۳۳٪  | ۵۸             | ۰٫۰۱٪          | ۱۹۲٬۶۹۸           | ۶۸٪               |
| ترک       | ۹۵٬۴۶۳    | ۸٫۰۹٪   | ۲۲٬۵۰۰         | ۲٫۵۱٪          | ۷۲٬۹۶۳            | ۲۵٫۷۵٪            |
| تاتار     | ۲۰٬۵۲۸    | ۱٫۷۴٪   | ۱۹٬۷۲۰         | ۲٫۲۰٪          | ۸۰۸               | ۰٫۲۹٪             |
| رومی      | ۲۴٬۱۴۰    | ۲٫۰۴٪   | ۱۱٬۹۷۷         | ۱٫۳۳٪          | ۱۲٬۱۶۳            | ۴٫۲۹٪             |
| روس       | ۱۴٬۶۰۸    | ۱٫۲۴٪   | ۱۳٬۹۱۰         | ۱٫۵۵٪          | ۶۹۸               | ۰٫۲۵٪             |
| اوکراینی  | ۱٬۲۵۰     | ۰٫۱۱٪   | ۱٬۱۷۷          | ۰٫۱۳٪          | ۷۳                | ۰٫۰۳٪             |
| یونانی    | ۱٬۴۶۷     | ۰٫۱۲٪   | ۱٬۴۴۷          | ۰٫۱۶٪          | ۲۰                | ۰٫۰۱٪             |

شهرهای بزرگ کنستانتسا، تولچا، مدجیجا و منگلیا در رومانی، و دوبریچ و سیلیسترا در بلغارستان.

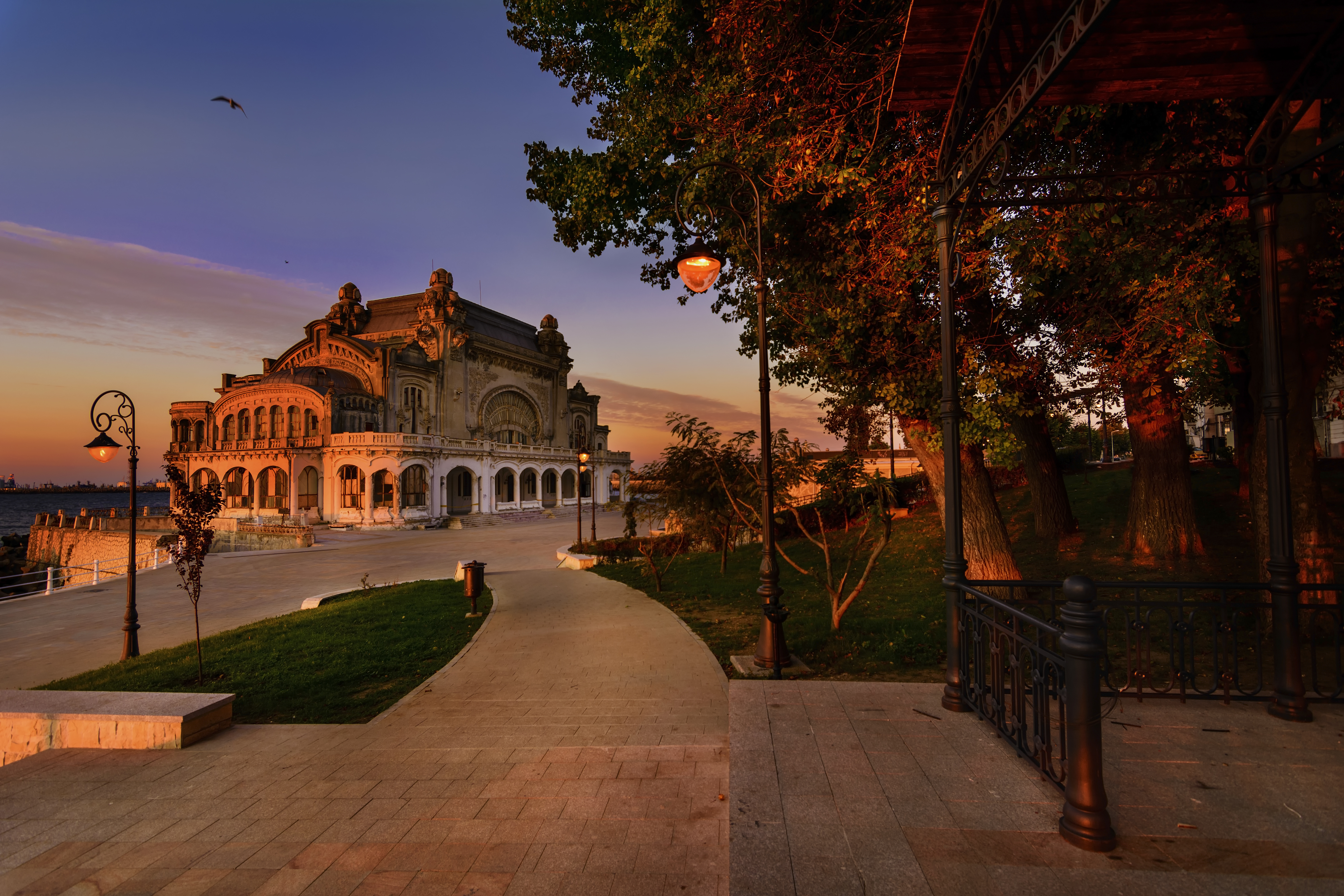
کنستانتسا
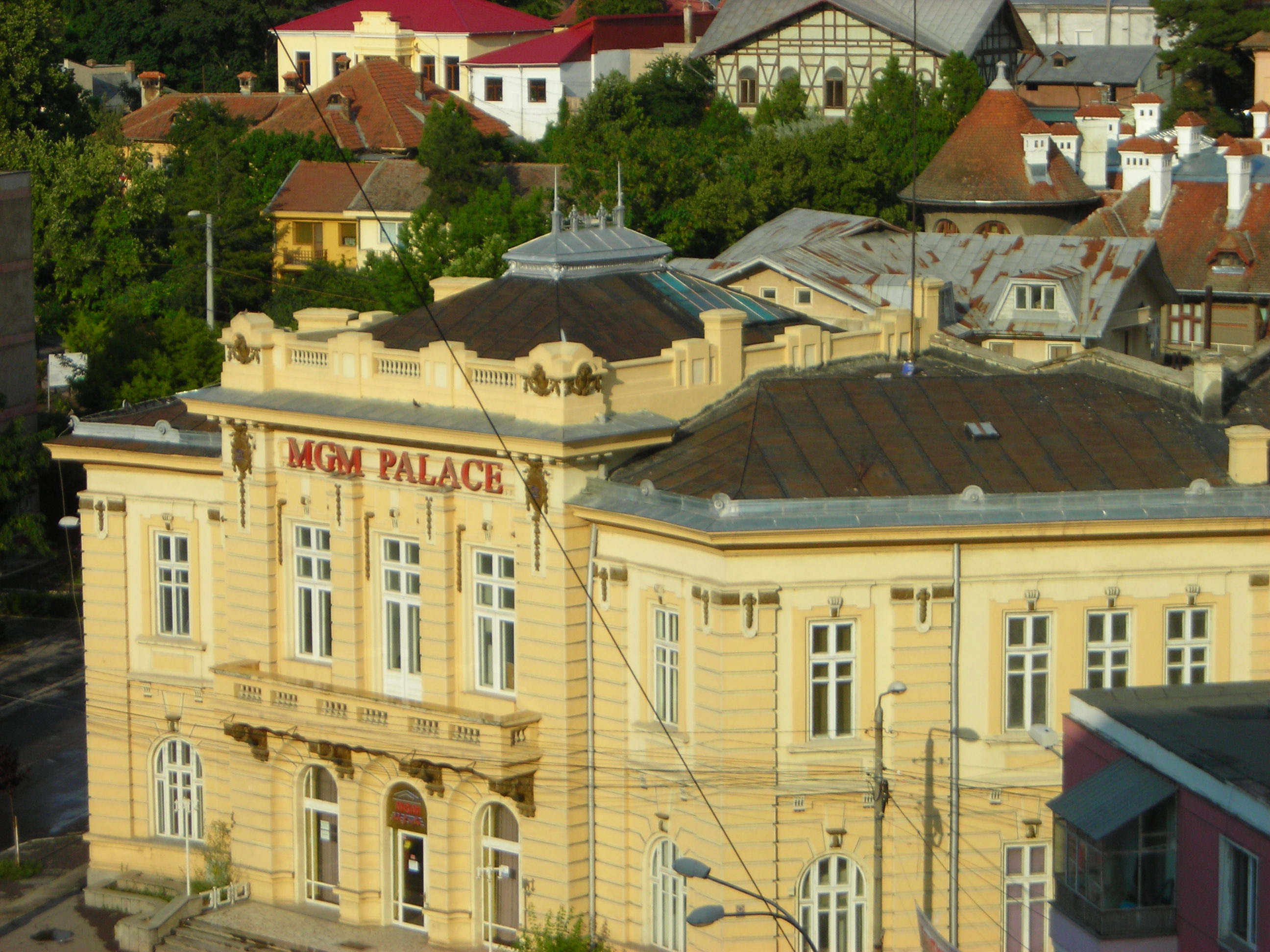
تولچا
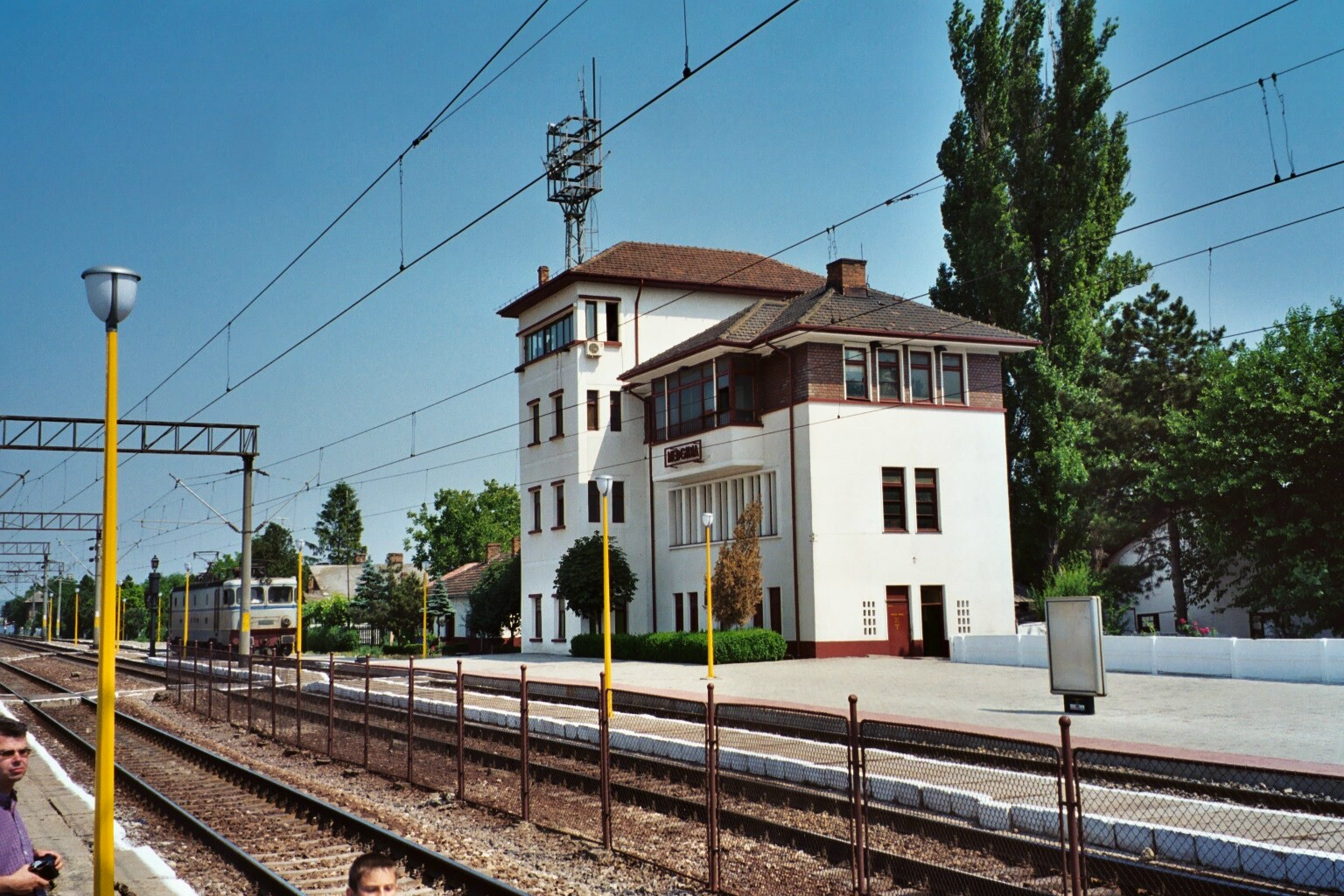
مدجیجا
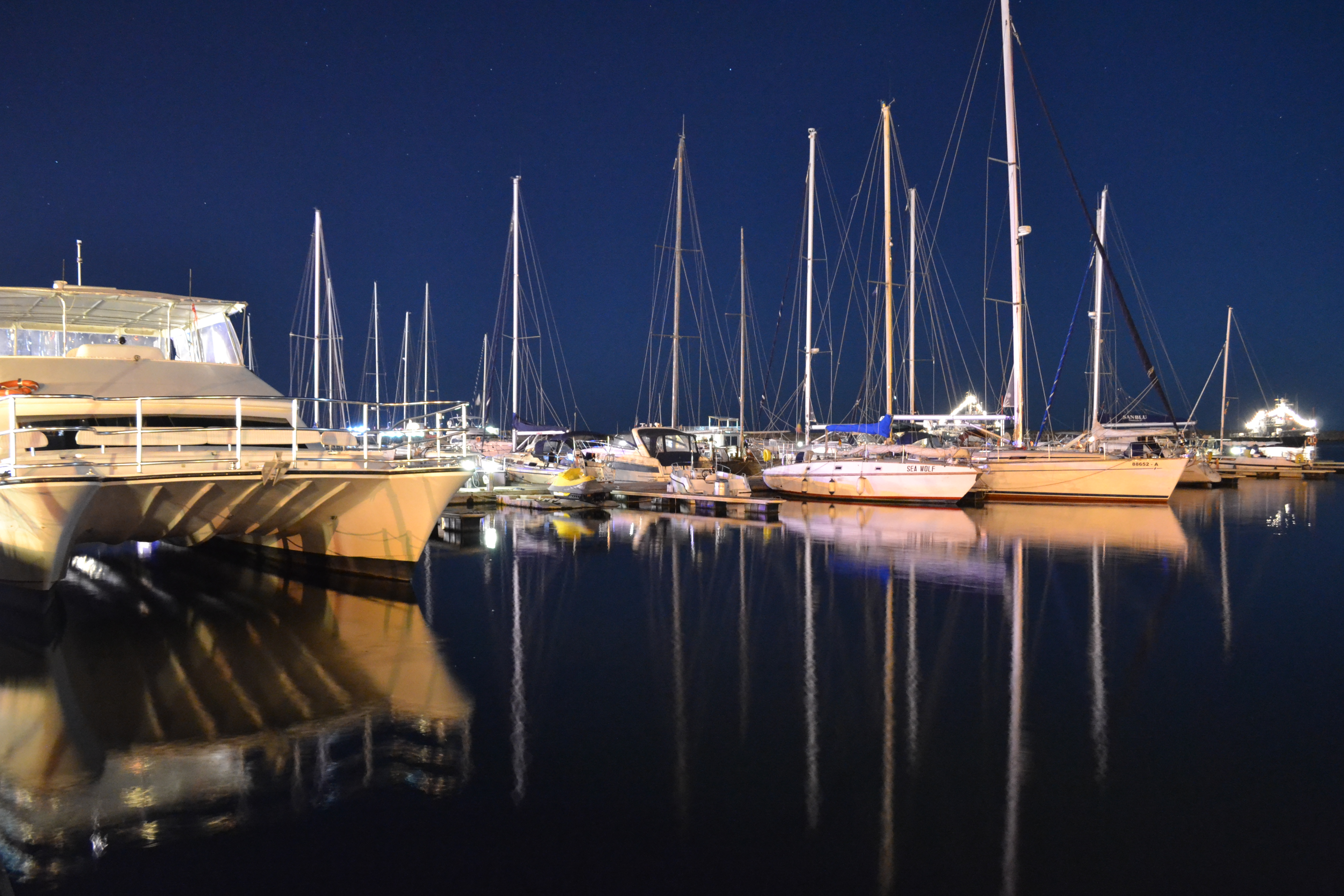
منگلیا
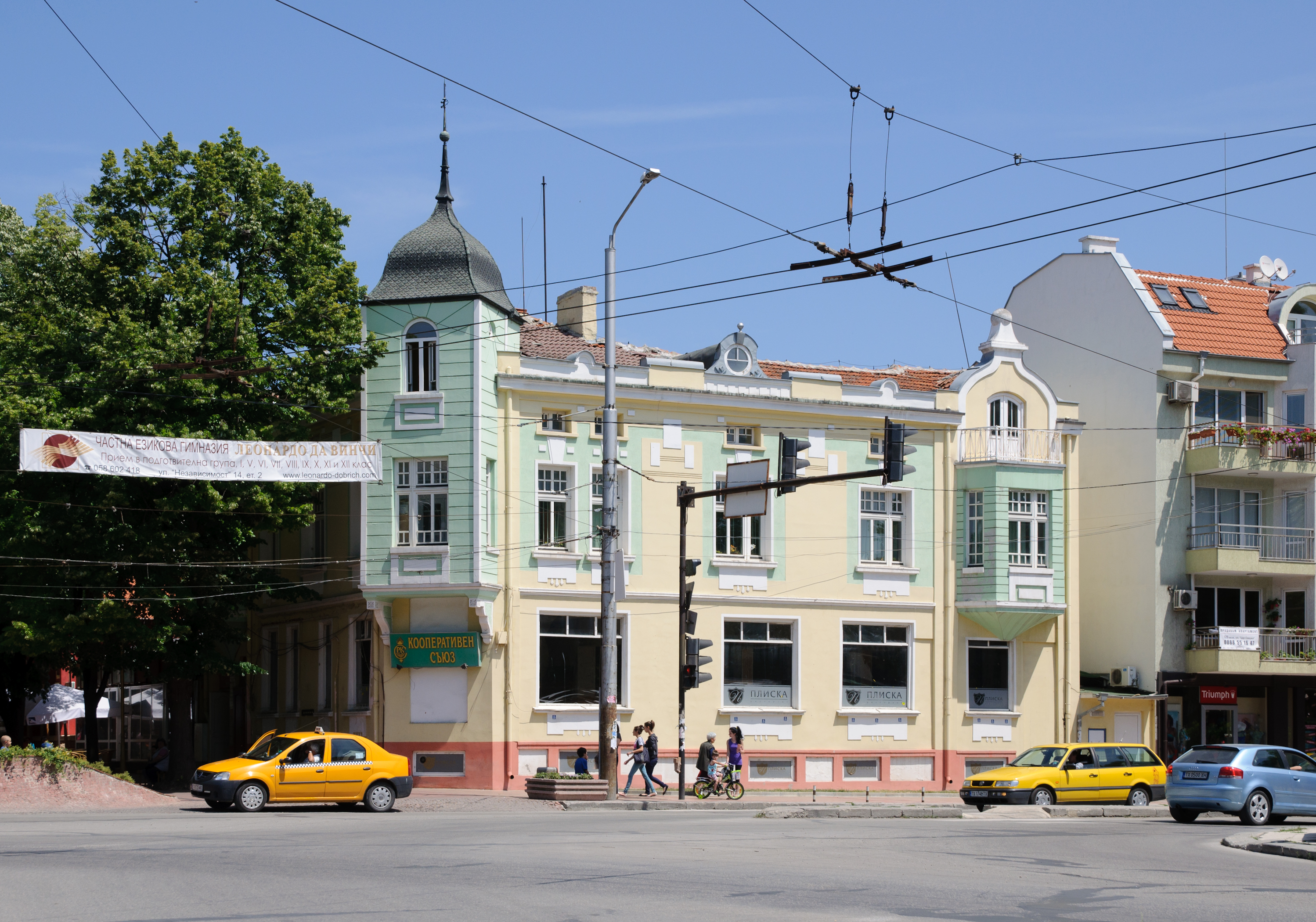
دوبریچ
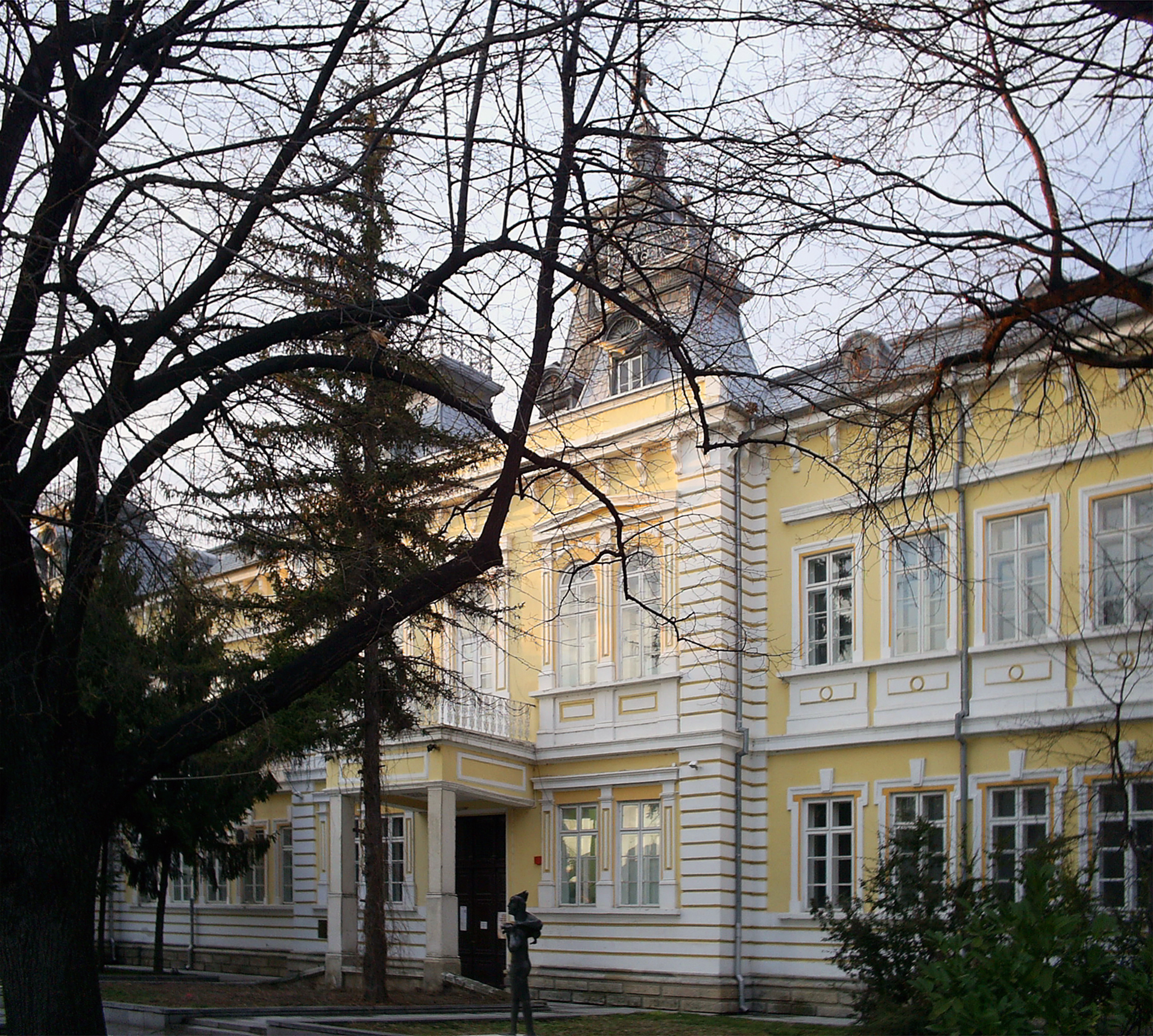
سیلیسترا

## نگارخانه

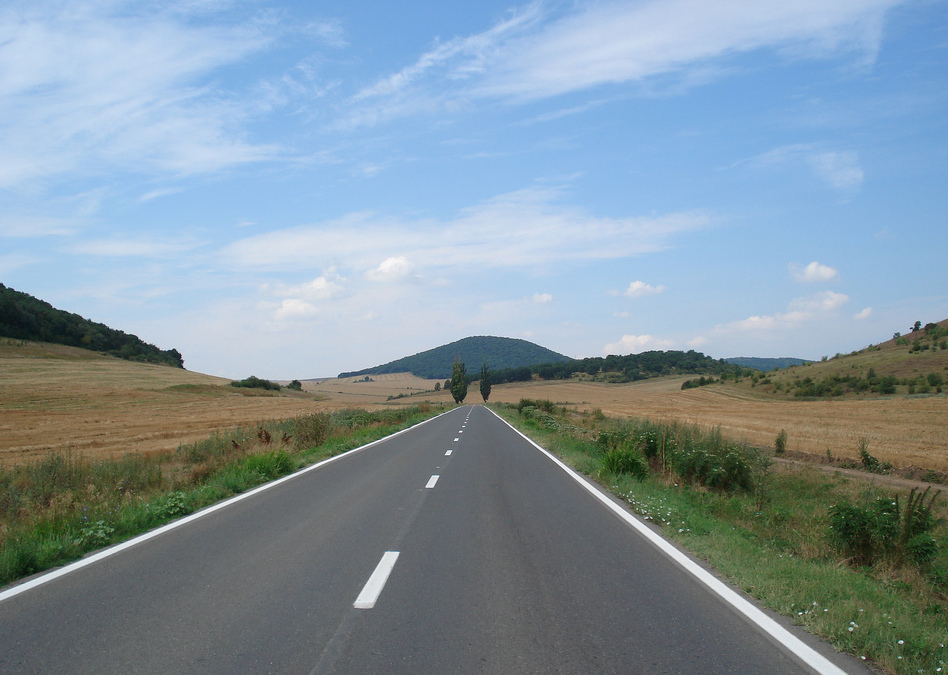
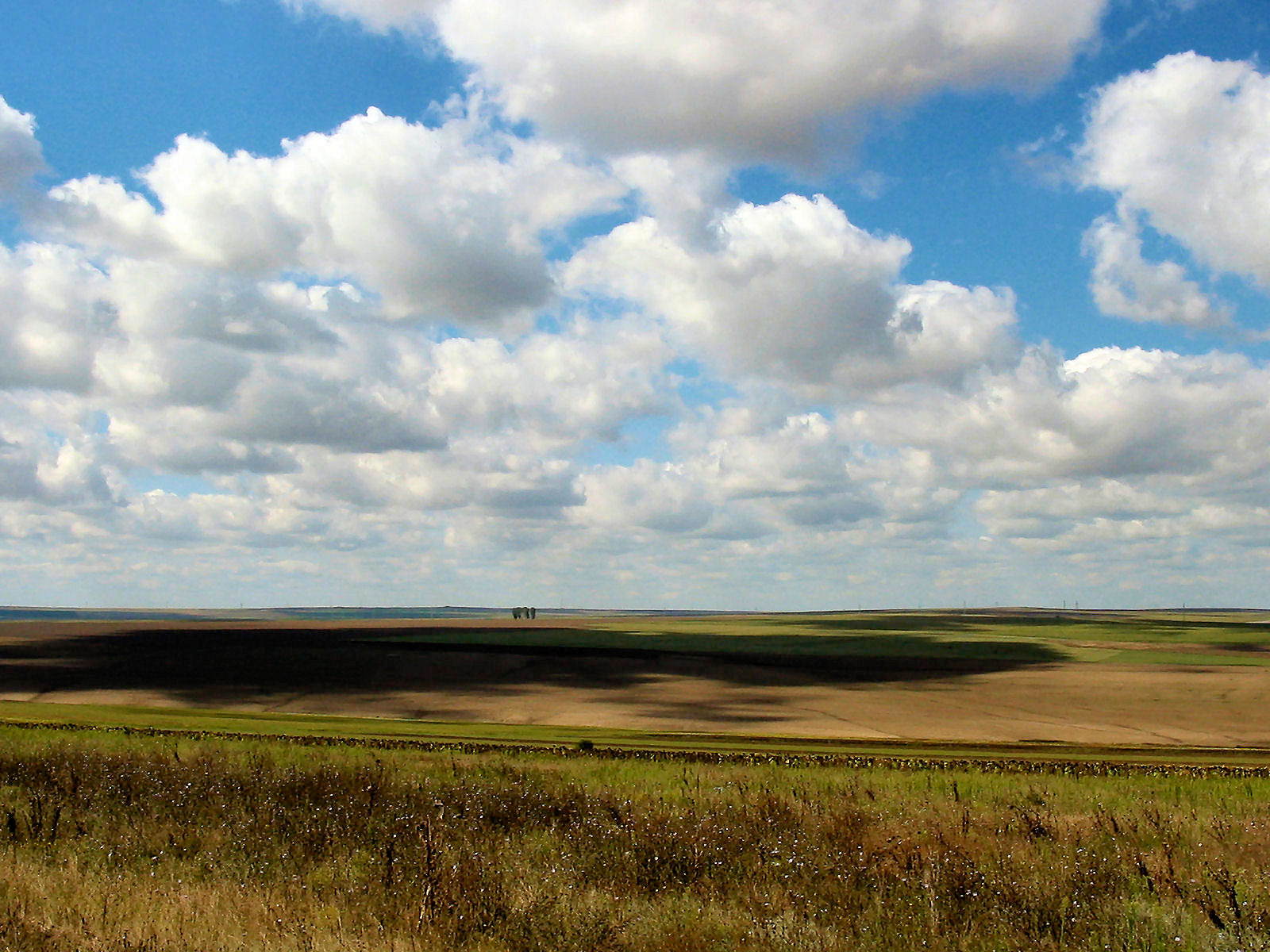
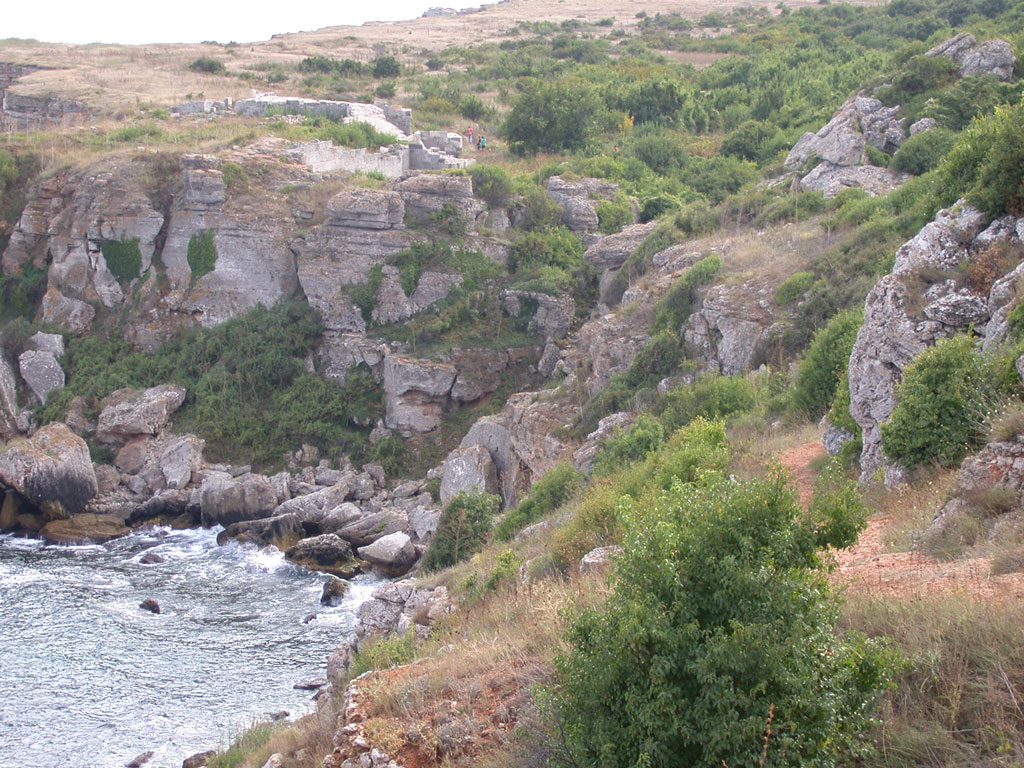
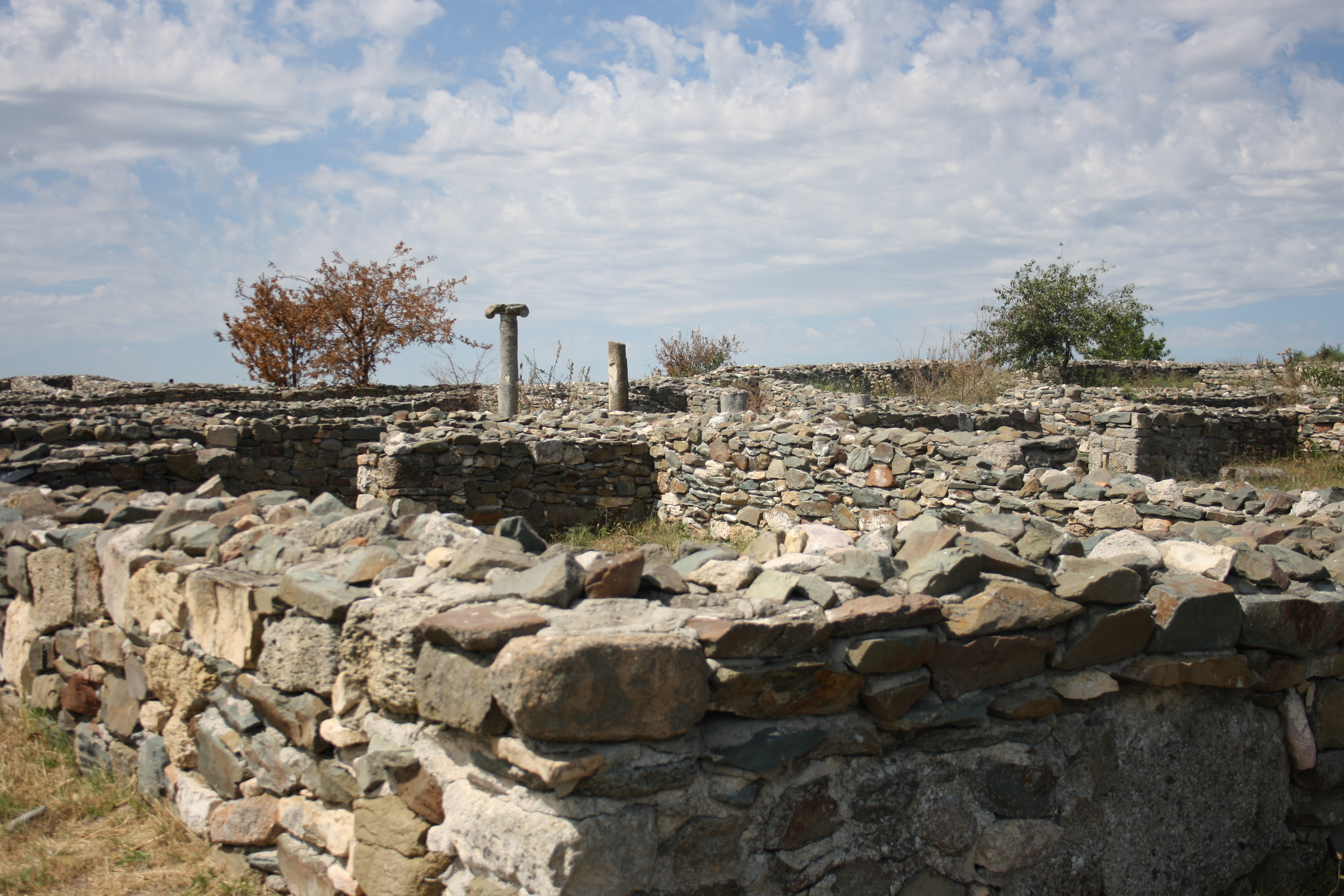
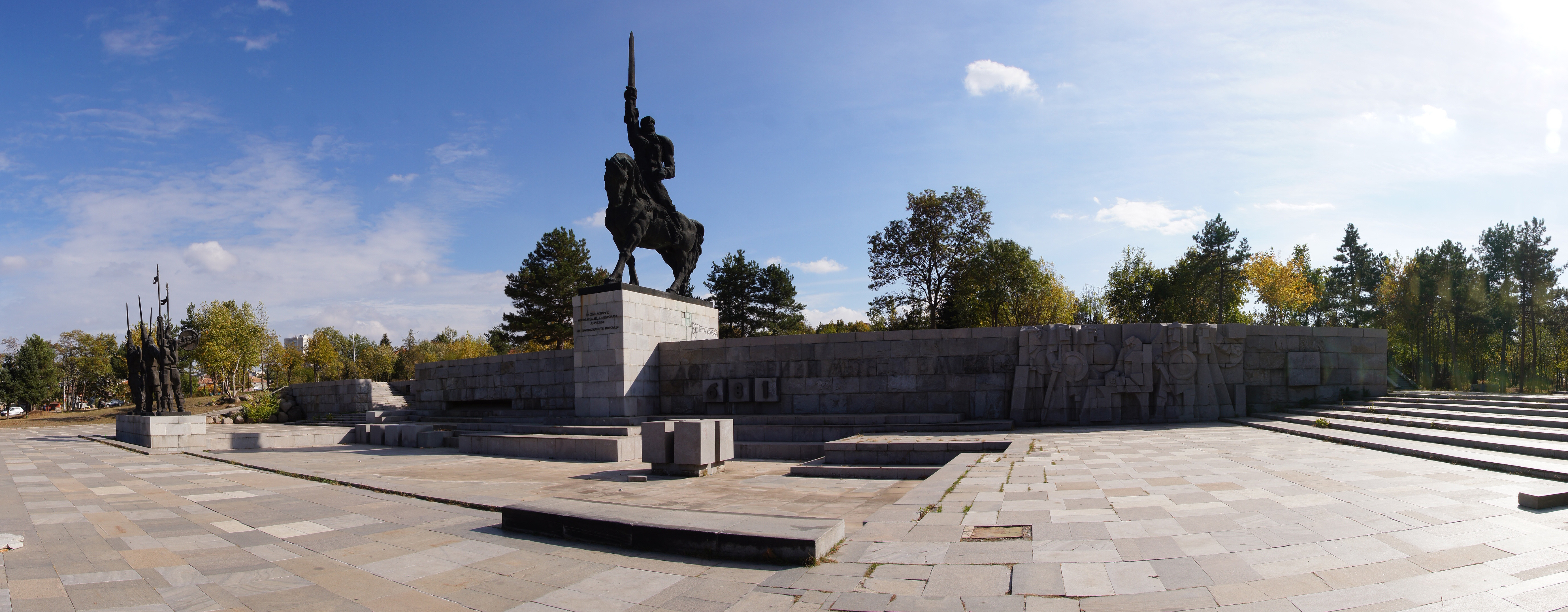
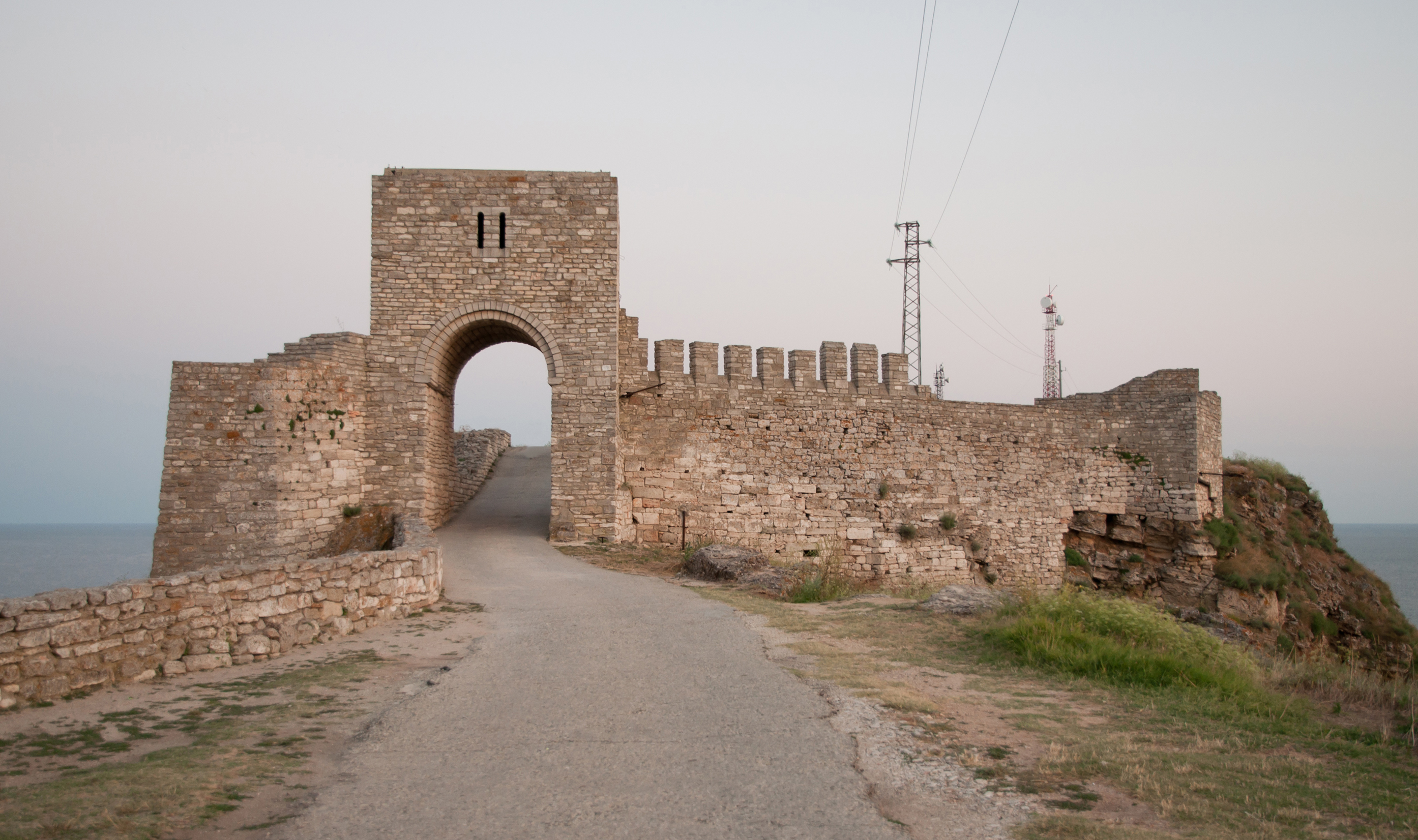